# David List
Pour les articles homonymes, voir List.
David List, né le 18 décembre 1999, est un coureur cycliste allemand, spécialiste de VTT cross-country.

## Palmarès en VTT

### Championnats du monde
- Val di Sole 2021
  - 8e du cross-country espoirs
- Pal Arinsal 2024
  - 10e du cross-country

### Coupe du monde
- Coupe du monde de VTT cross-country espoirs
  - 2021 : 7e du classement général

- Coupe du monde de VTT cross-country élites
  - 2022 : 44e du classement général
  - 2023 : 46e du classement général
  - 2024 : 18e du classement général

- Coupe du monde de VTT cross-country short track
  - 2023 : 38e du classement général
  - 2024 : 30e du classement général

### Championnats d'Europe
- 2021
  -  Médaillé de bronze du cross-country espoirs

### Championnats nationaux
- 2016
  -  Champion d'Allemagne de cross-country juniors
- 2017
  -  Champion d'Allemagne de cross-country juniors
- 2020
  -  Champion d'Allemagne de cross-country marathon
  -  Champion d'Allemagne de cross-country espoirs